# فلورنسيو هارموديو أروسيمينا
فلورنسيو هارموديو أروسيمينا (بالإسبانية: Florencio Harmodio Arosemena) (و. 1872 – 1945 م) هو سياسي من بنما .